# قائمة الملابس الخارجية
الملابس الخارجية هي الملابس التي ترتدى في الهواء الطلق، أو الملابس المصممة للارتداء فوق الملابس الأخرى، على عكس الملابس الداخلية. يمكن ارتداؤها في المناسبات الرسمية أو غير الرسمية، أو كملابس التدفئة خلال فصل الشتاء.

## قائمة الملابس الخارجية
- عباءة
- لباس تخرج
- نورك (لباس)
- مئزر
- بليزر
- كاغول
- معطف فضفاض
- Duffle coat
- Duster
- فراك (معطف)
- صدرة
- Goggle jacket
- معطف كبير
- قبعة
- قطاشية
- رداء ذو قلنسوة
- سترة
- سترة جلدية
- Matchcoat
- Mess jacket
- Mino (straw cape)
- Opera coat
- معطف خارجي
- سترة البحار
- بنش
- معطف المطر
- Rain pants
- Redingote
- رداء
- شال
- شرغة
- Ski suit
- Sleeved blanket
- Sport coat
- كنزة
- معطف
- قبعة محبوكة
- معطف الخندق
- حاجبة الريح